# David Norman
En till politiker med samma namn, se David Norman (borgerlig politiker)
David Robert Norman i riksdagen kallad Norman i Fagersta, Norman i Sollentuna och Norman i Hemmestavik, född 18 juli 1887 i Hällestad, Östergötlands län, död 8 juni 1964 i Sollentuna, Stockholms län, folkskollärare och riksdagsledamot (socialdemokrat).
Norman avlade folkskollärarexamen 1908. Han arbetade som folkskollärare i Linköping 1908, och som vikarie i Motala Verkstad, Oxelösund och Brännkyrka. Ordinarie folkskollärare i Fagersta 1911.
Han var ledamot av riksdagens första kammare från 1929 invald i Södermanlands och Västmanlands läns valkrets. I riksdagen skrev han 70 egna motioner, flertalet om utbildningsväsendet, t ex fortbildningskurser för lärare och dövstumundervisningen. Flera motioner om anslag åt friluftslivet, andra gällde sociala trygghetsfrågor, som frånskilds rätt till familjepension.
Norman var under en lång följd av år, före, under och efter andra världskriget, ordförande i andra lagutskottet.
David Norman var son till resepredikanten och kolportören Johan Ludvig Norman (1835–1925).